# Jean-Pierre Gury
Jean-Pierre Gury, född den 23 januari 1801 i Mailleroncourt (Haute-Saône), död den 18 april 1866 i Mercœur (Haute-Loire), var en fransk moralteolog.
Gury återupplivade den gammaljesuitiska kasuistiken i Compendium theologiæ moralis (1850), vartill sluter sig Casus conscientiæ (1864; många upplagan) och som under lång tid var lärobok vid de romersk-katolska prästbildningsanstalterna.  